# SM-2
SM-2 (съкр. от на английски: Standard Missile 2 или „Standard-2“) са семейство американски зенитни управляеми ракети (ЗУР), част от семейството ЗУР „Стандарт“.
Разработена е на основата на предшестващата ЗУР „Стандарт-1“ (SM-1). Принципно отличие от базовия вариант е използването на нова комбинирана (командно-инерционна на маршевия участък и полуактивна на терминалния) система за насочване. За сметка на това изчезва необходимостта да се съпровожда целта с лъча на радара за целеуказание по време на целия полет на ракетата; целта се следи от радара за общ контрол, и на летящата ракета се предават поправки по радиоканала за свръзка, насочващи ракетата в района на разположение на целта. Радарът за „подсветка“ на целта се включва само за няколко секунди, за точното насочване на ракетата в заключителния участък. За сметка на това се достига висока огнева производителност и защитеност на комплекса от смущения.
В ЗУР Стандарт-2 всички радиоелектронни схеми са изпълнени на твърдотелни елементи, а рулите имат електромотори. За запуск от УВП ракетата се снабдява с допълнителен стартов ускорител с подвижни газови рули.
Редица модели на ракетите от дадения тип са интегриран елемент от зенитния ракетен комплекс „Аеджис“ на ВМС на САЩ, като в същото време други са разработени за използване с други типове СУО.

## История
Създаването на модификациите SM-2 за ракетите RIM-66 и RIM-67 е опит да се повиши огневата производителност на комплекса. Ракетите от предишния модел SM-1 се нуждаят от непрекъснато съпровождение на целта с лъча на радара за целеуказание на кораба носител, в течение на целия полет на ракетата. Това съществено намалява ефективността: корабът може едновременно да води огън само по такова число цели, за което има бордови радари за насочване, и е принуден да изчака, докато изстреляните ракети не достигнат предишните цели, преди да се открива стрелба по нови цели. Освен това продължителното облъчване на целта дава възможност на нейните системи за радиоелектронно противодействие да определи режима на работа на радара и да поставя смущения.
Основното отличие, заложено в модификацията SM-2, е наличието на програмируем инерционен автопилот за независимото поддържане от ракетата на курса в маршевия участък на полета. Радарът за общо следене определя положението на целта и програмира автопилотите на ракетите за движение в разчетната точка на прихващане. Изстреляната ракета лети, управляема от заложената в автопилота програма, по направление на целта; радарът за целеуказание на кораба носител се включва само в последните секунди преди атаката, за точното насочване.
За сметка на това се постига следното:
- Повишаване на огневата производителност на комплекса до предела, ограничен само от възможностите на пусковите установки. Корабът може да пуска ракети в максимален темп „по посока“ на целите, само с това ограничение, че към рубежа за атака трябва да подхождат едновременно не повече ракети, отколкото има налични радари за целеуказание.
- Повишаване на защитеността на комплекса от смущения. Радарът за целеуказание се включва само за няколко секунди, за да наведе точно ракетата на терминалния участък. Системите за РЕБ просто не успяват за толкова кратко време да определят неговите параметри и да поставят насочени смущения.
- Осигуряване на възможност за пренацелване на ракетата в полет и повторен захват на целта, за разлика от SM-1, където прекъсване на връзката означава автоматично самоунищожение.
- Увеличаване на далечината на поражение. За сметка на оптимизация на траекторията (тъй като ракетата се насочва не непрекъснато, а само на финалния стадий, нейната траектория в маршевия участък може да бъде по-енергетично изгодна) и липсата на необходимост за радара да осигурява висока мощност на отразения от целта сигнал (тъй като ракетата се насочва по отразения сигнал не от момента на пуска, а едва близо до целта) далечината на действие на ЗРК SM-2 нараства при същата силова установка.

На късните модификации SM-2, създадени за работа в СУО „Aegis“, програмируемият автопилот е допълнен с двустранен канал за свръзка с носителя. За сметка на това се появява възможността да се управлява полетът на ракетата и в маршевия участък, оптимизирайки нейната траектория и неутрализирайки маневрите за отклонение на целта.

## Модификации

### Модификации на RIM-66 „Standard“
Семейство ракети със среден радиус на действие.

#### SM-1MR
Виж: SM-1MR

#### SM-2MR
- RIM-66C – първа версия на ракетата, обозначена като SM-2. Главното отличие от ракетите SM-1 е наличието на програмируем автопилот Mk-2, управляващ полета на ракетата в маршевия участък от траекторията. В резултат ракетата се нуждае от съпровождение на целта от лъча на радара само за точното насочване при атаката. За сметка на това съществено се повишава скорострелността и защитата от смущения на ракетните комплекси: ракетите се изстрелват по направление целите с инерционно насочване, а радарите за подсветка на целите се включват едва за няколко секунди преди атаката. Също RIM-66C е първата ракета, разчетена за използване от системите за управление на огъня AEGIS. За сметка на по-ефективната система за управление (включваща програмирането на автопилота в полет според данните от радара AN/SPY-1) и възможността да използва по-изгодните балистични траектории на полет, радиусът на действие на RIM-66C се увеличава почти двойно до 74 километра. На въоръжение от 1978 г.
- RIM-66D – версия на ракетата RIM-66C за кораби със СУО „Тартар“. Отличава се по конструкцията на автопилота, програмируем непосредствено пред старта (тъй като СУО „Тартар“ не може да подсигури коректировка на полета на ракета)
- RIM-66G – ракета с новия двигател Thiokol MK 104, имаща увеличен с повече от 120 km радиус на действие и повишена скорост на полета. Предназначена за СУО AEGIS и релсовите пускови установки Mk-26
- RIM-66H – версия на ракетата RIM-66G, адаптирана за вертикалната пускова установка Mk-41 и СУО AEGIS
- RIM-66J – версия на ракетата RIM-66G, адаптирана за СУО „Тартар“
- RIM-66K – последната модификация на ракетата. Разработена за осигуряване на по-добро поразяване на нисколетящи крилати противокорабни ракети. Има усъвършенствована система за насочване K 45 MOD 9, позволяваща по-добре да се различават целите на фона на повърхността. Новата комбинирана полуактивна/инфрачервена ГСН на ракетата позволява по-добре да се изпълнява селекцията на лъжливите цели и за първи път осигурява възможност за стрелба по невидима зад радиохоризонта цел (ракета се изпраща в разчетния район на местонахождение на целта и се превключва в ИЧ-насочване). Предназначена за СУО „Тартар“.
- RIM-66L – версия на ракетата RIM-66K за СУО AEGIS и релсовите пускови установки Mk-26
- RIM-66M – версия на ракетата RIM-66K за СУО AEGIS и УВП Mk-41

### Модификации на RIM-67 „Standard“ SM-1ER
Семейство далекобойни ракети в редицата на „Стандартите“.

#### SM-1ER
Виж: SM-1ER

#### SM-2ER
- RIM-67B – подобрена версия на RIM-67A, с инерционна система за управление в маршевия участък и нов моноимпулсен локатор на ГСН;
- RIM-67C – версия с новия ускорител MK 70, увеличаващ радиуса почти до 150 km;
- RIM-67D – версия със системата за насочване MK 45 MOD 8 TDD;
- модификация със СБЧ (ядрена) – в началото на 1980-те, ВМФ на САЩ разработва проект за ракета SM-2ER с ядрената бойна част W-81 с мощност в 4 кт. Плановете за разработката на ядрената ракета са свързани с окончателното премахване от арсеналите на ВМФ на атомните версии на RIM-2 и RIM-8. Въпреки всичко проектът така и не е реализиран, и понастоящем няма противовъздушни ракети с ядрени бойни части в арсенала на ВМФ на САЩ.

### Модификации на RIM-156 „Standard“ SM-2ER
Серията RIM-156 има модификацията RIM-67, предприета с цел адаптация на ракетата със системата за управление AEGIS и УВП Mk-41. Тя е разработена в края на 1990-те във връзка с проведеното преди това извеждане от експлоатация на по-голямата част от старите кораби с комплекси за управление „Териер“, способни да използват RIM-67. Опасявайки се да останат без далекобойни ЗУР, ВМФ на САЩ инициира програма за адаптация на RIM-67 към новите системи. Във връзка с големия обем изменения в крайна сметка е прието решение да се обозначи версията на ракетата като напълно нова.
- RIM-156A – базовата версия, приета на въоръжение през 1999 г. Има нов ускорител MK 72, адаптиран за запуск на ракетата от УВП. Също са изменени рулите за управление и елероните, за по-удобно поместване на ракетите в пусковите установки. Новата система за насочване MK 45 MOD 10 TDD позволява да се подобри възможността на ракетата да поразява нисколетящи скоростни цели в условията на действие на РЕБ.
- RIM-156B – версия на ракетата с нова радиолокационна/инфрачервена система за насочване, осигуряваща подобрена възможност за селекция на лъжливите цели и възможност за задхоризонтна стрелба по нисколетящи ракети. Първата ракета в семейството на „Стандарт“, приспособена за прихващане на балистични цели в рамките на програмата Navy Area Theater Ballistic Missile Defense. Успешно се доказва на изпитанията, но поради отмяната на цялата програма така и не е приета на въоръжение.

Понастоящем всички ракети RIM-156 се заменят с новата SM-6, с радиус на действие до 240 километра с активно радиолокационно насочване.

## Бойно използване
- На 3 юли 1988 г. авиолайнерът Airbus A300B2-203 на авиокомпанията Iran Air извършва регулярен пътнически полет IR655 по маршрут Техеран – Бандар Абас – Дубай, но 7 минути след излитането от Бандар Абас, прелитайки над Персийския залив, е свален от ракета „земя-въздух“, изстреляна от ракетния крайцер „Вансен“ (USS Vincennes (CG-49[~ 2])) на ВМС на САЩ. Загиват всички намиращи се на борда 290 души – 16 члена на екипажа и 274 пасажера (в т.ч. 65 деца).

- На 12 октомври 2016 г., американският разрушител USS DDG-87 („Мейсън“) използва две ракети SM-2MR и една ESSM за отразяване на атака на противокорабни ракети, изстреляни от територията на Йемен.[1]

## Коментари
1. ↑  Данните са представени за RIM-66C
2. ↑  Буквите показват принадлежността към определен класː ВВ – линкор, СС, CL, СА – съответно линеен, лек или тежък крайцер, CV – самолетоносач, DD – разрушител, SS – подводница и т.н.